# Arion (navire)
Pour les articles homonymes, voir Arion.
L'Arion est un navire de croisière portugais construit en 1964 par les chantiers Brodogadiliste Uljanik de Pula pour la compagnie Jadrolinija Cruises. Racheté par la compagnie Portuscale Cruises en 2013, il est rénové et renommé Porto, mais les difficultés financières de la compagnie l’empêche de reprendre le large. À l’automne 2018, il est vendu à la casse et détruit à Aliağa, en Turquie.
Il a pour navire jumeau le Dalmacija.

## Histoire
L’Arion est un navire de croisière portugais  construit en 1964 par les chantiers Brodogadiliste Uljanik de Pula pour la compagnie Jadrolinija Cruises. Il est mis en service le 30 mai 1965 sous le nom d’Istra. Il navigue entre Venise, Trieste, Rijeka, Split, Dubrovnik, Le Pirée, Alexandrie, Port-Saïd, Beyrouth, Limassol, Héraklion, Le Pirée, Dubrovnik et Venise. Ce trajet dure 14 jours. Son itinéraire est modifié à cause de la guerre des Six Jours. Le navire est affrété par de nombreuses compagnies. En 1974, le navire est envoyé dans les Caraïbes et effectue des croisières entre la Martinique, la Guadeloupe, Sainte-Lucie, le Venezuela, Trinidad, Saint-Domingue, Saint-Juan, Saint-Thomas et la Grenade.
En 1993, il est acheté par la compagnie Caravelle Shipping Company Ltd qui le rebaptise Astra. En 1996, le navire, qui était affrété par Neckermann Reisen, est récupéré par son armateur et devient l’Astra I. En 1997, il est saisi à Haïfa à la suite des graves problèmes financiers de son armateur. En 1999, il est vendu aux enchères.

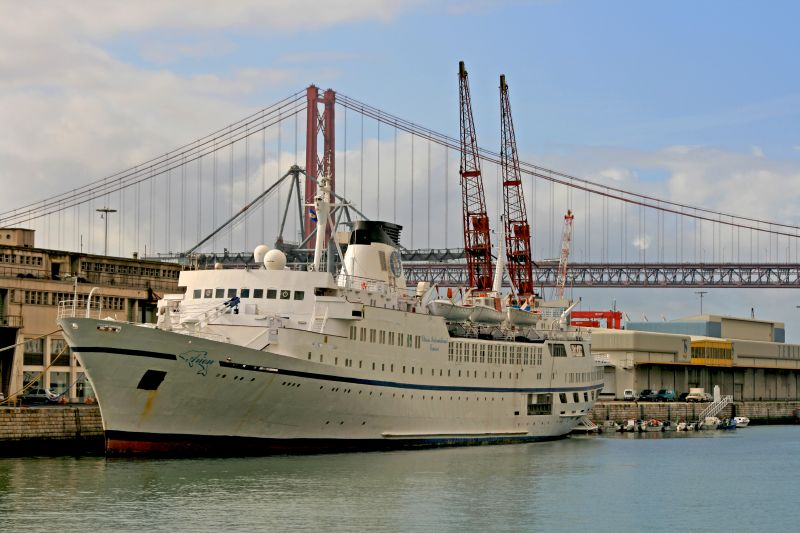
L’Arion à Lisbonne à l’hiver 2008.

Il est acquis par la compagnie Arcalia Shipping Co. (plus tard Classic International Cruises). Sa nouvelle compagnie lui offre une rénovation complète pour 15 000 000 $. Le navire est nommé Astra-I et rénové à Lisbonne. À la fin  de la rénovation, le navire est renommé Arion.
Le 17 septembre 2012, il est saisi par les autorités maritimes au Monténégro à la suite de la faillite de sa compagnie.
En février 2013, la compagnie Portuscale Cruises rachète le navire, ainsi que le Princess Danaé, le Funchal et l’Athéna. Il est entièrement rénové et renommé Porto, mais la compagnie fait face à de graves difficultés financières. Le navire de croisières est alors désarmé et amarré à un quai de Lisbonne jusqu’en octobre 2018. Vendu à la casse, il arrive à Aliağa, en Turquie, quelques semaines plus tard et est détruit.